# Polkowickie Dni Teatru
Polkowickie Dni Teatru – festiwal teatralny, odbywający się corocznie wiosną w Polkowicach, a organizowany przez Polkowickie Centrum Animacji.
Polkowickie Dni Teatru to festiwal, który na stałe wpisał się już w kalendarz najważniejszych wydarzeń kulturalnych Dolnego Śląska. A przecież powstał i rozwija się w mieście, które przez wiele lat postrzegane było, ze względu na bliskość kopalni miedzi, jako „górnicza sypialnia”. 
O stale rosnącej randze Festiwalu świadczą m.in. Nagroda Marszałka Województwa Dolnośląskiego w kategorii: upowszechnianie teatru, którą w 2010 r. otrzymał dyrektor artystyczny Polkowickich Dni Teatru – Andrzej Wierdak, a także nominacja Festiwalu do plebiscytu Hit Dekady 2001-2010 w kategorii Teatr i Literatura, organizowanego przez „Gazetę Wrocławską”.
Idea Polkowickich Dni Teatru od lat pozostaje niezmienna: krzewić miłość do Teatru oraz ukazywać różne jego oblicza w najlepszym wykonaniu. Dlatego też w repertuarze Festiwalu, obok eksperymentalnych inscenizacji Leszka Mądzika oraz dramatów współczesnych, znajdują się spektakle komediowe, muzyczne oraz farsy.
Od XIII edycji Polkowickie Dni Teatru odbywają się pod hasłem „Oblicza Teatru”, nawiązującym do założeń programowych Festiwalu.
	Wielkim przyjacielem Polkowickich Dni Teatru jest od wielu lat Leszek Mądzik – twórca Sceny Plastycznej KUL, który od 2005 r. projektuje plakaty, promujące Festiwal. Tradycją stało się już także, że patronat honorowy nad kolejnymi edycjami Dni Teatru obejmują najwybitniejsze osobistości polskiej kultury. 
Polkowickie Centrum Animacji wydaje książki, poświęcone historii i kolejnym edycjom Festiwalu. Dotychczas ukazały się następujące publikacje:
- „Teatr w mieście bez Teatru, czyli historia Polkowickich Dni Teatru”
- „Teatr w mieście bez Teatru, czyli historia XI edycji Polkowickich Dni Teatru”

## Patroni Polkowickich Dni Teatru
- 2005: Andrzej Seweryn
- 2006: Jerzy Stuhr
- 2007: Krystyna Janda
- 2008: Janusz Gajos
- 2009: Jan Englert
- 2010: Andrzej Łapicki
- 2011: Anna Seniuk
- 2012: Anna Dymna
- 2013: Jerzy Trela
- 2014: Piotr Fronczewski
- 2015: Bronisław Wrocławski
- 2016: Marta Lipińska
- 2017: Wojciech Pszoniak
- 2018: Adam Ferency